# Technics
Technics é uma empresa japonesa de propriedade da Panasonic Corporation, que produz uma variedade de produtos eletrônicos. O nome é sempre pronunciado de maneira incorreta como "tek-nicks". Entretanto, de acordo com a empresa, a pronúncia correta é techniques.

## História
O nome Technics foi primeiramente usado para uma série de alto-falantes comercializados pela Matsushita em 1965. O nome tornou-se conhecido mundialmente por seus famosos toca-discos. Em 1969, a empresa apresentou a SP-10, o primeiro toca-discos para o mercado profissional, e em 1971 a SL-1100 para o mercado consumidor. A SL-1100 foi usada pelo influente DJ Kool Herc. Este último modelo foi o predecessor das SL-1200 que foram aperfeiçoadas no modelo SL-1200 MK2, que se tornou mundialmente usada pelos DJs. A SL-1200 MK2 era uma máquina robusta que incorporava um controle de pitch o que a fez uma ferramenta bastante popular entre os DJs.
A Matsushita retirou o nome Technics do mercado quase completamente no começos dos anos 2000. Atualmente é usado apenas para o toca-discos da série SL-1200, pianos digitais, limitando seu comércio a revendedores de áudio profissional e estúdios.

## Descrição
Sob o nome Technics, a companhia produz uma variedade de produtos de alta-fidelidade, como toca-discos, amplificadores, receivers, tape-decks, CD players e alto-falantes disponíveis para vários países. Foi concebida originalmente para produzir equipamentos de áudio competindo com companhias como a Nakamichi, mas a maioria de seus produtos passaram a usar a marca Panasonic a partir de 2002 (exceto no Japão, onde a marca é muito popular). Equipamento para DJs, pianos eletrônicos e micro-systems são alguns dos produtos sob o nome Technics atualmente sendo vendidos no EUA e Europa.

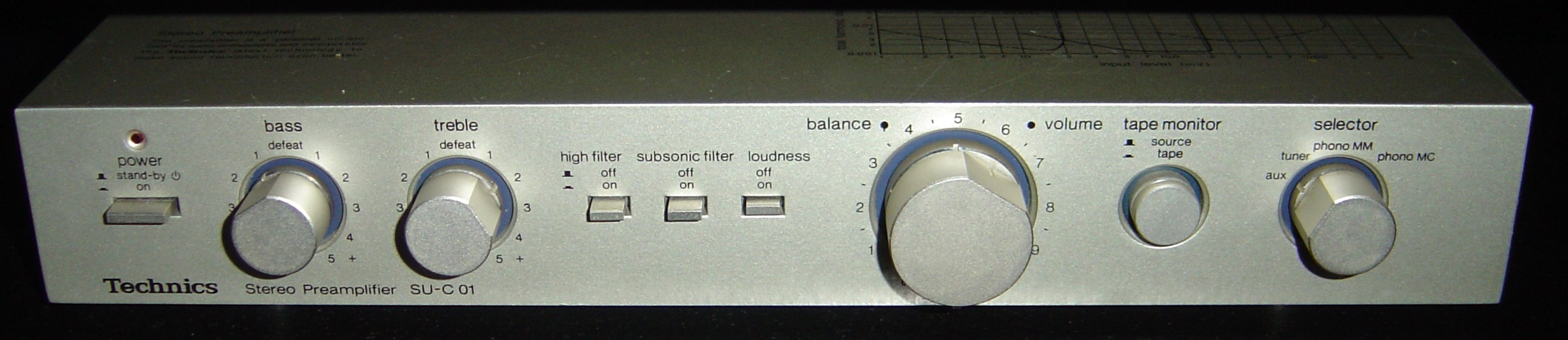
Pré-amplificador estéreo Technics SU-C01 de 1979

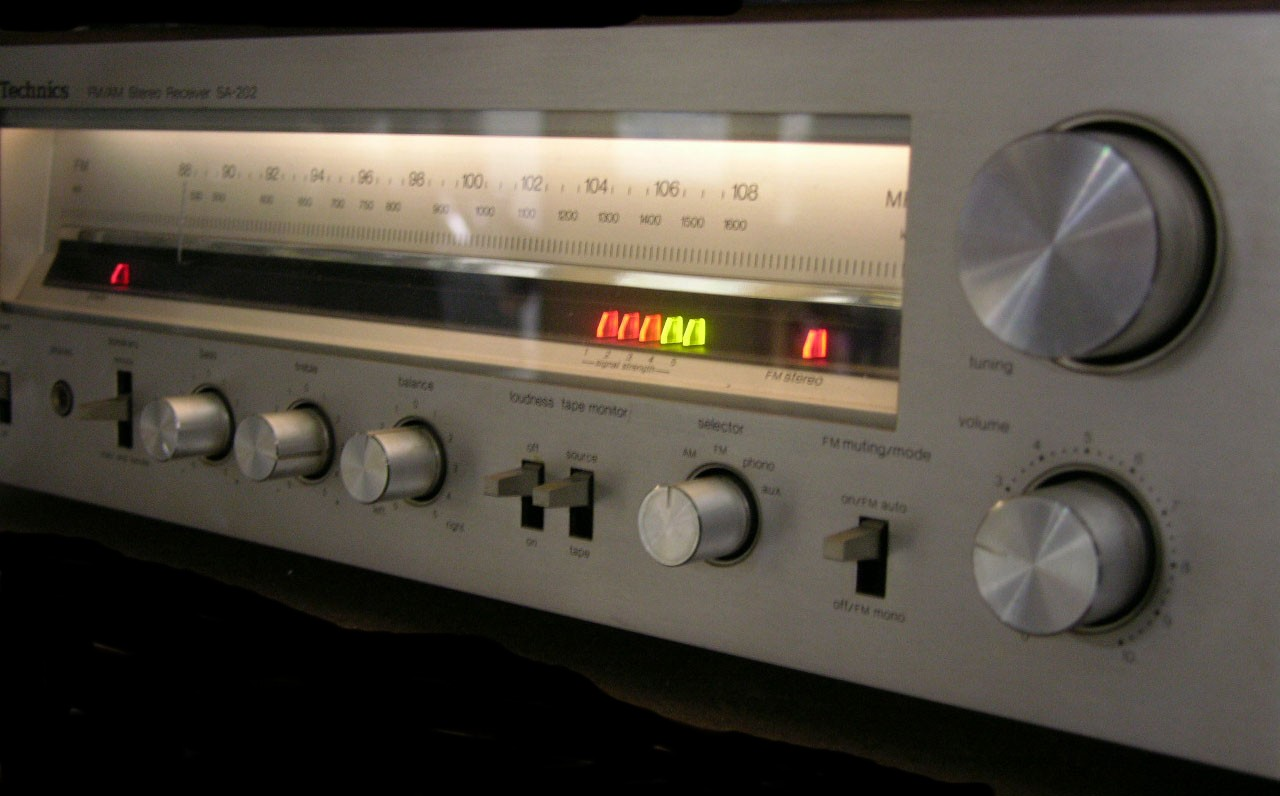
Receiver SA-202 de 1980